# Булонь-сюр-Мер (округ)
Округ Булонь-сюр-Мер (фр. Arrondissement de Boulogne-sur-Mer) — округ у Франції, в департаменті Па-де-Кале. 2023 року округ об'єднував 74 муніципалітети, населення становило 157 654 особи.
Адміністративний центр (супрефектура) — Булонь-сюр-Мер.

## Муніципалітети
Список муніципалітетів округу та їхні коди INSEE:
1. Аленган (62402)
2. Аленктен (62022)
3. Амблетез (62025)
4. Базенган (62089)
5. Беврекан (62125)
6. Бель-е-Уллефор (62105)
7. Бельбрюн (62104)
8. Бенктен (62075)
9. Брюнамбер (62179)
10. Булонь-сюр-Мер (62160)
11. Бурнонвіль (62165)
12. Вакенген (62867)
13. Верленктен (62845)
14. В'єй-Мутьє (62853)
15. В'єрр-Еффруа (62889)
16. В'єрр-о-Буа (62888)
17. Вімере (62893)
18. Вімій (62894)
19. Вірвінь (62896)
20. Віссан (62899)
21. Данн (62264)
22. Девр (62268)
23. Дудовіль (62273)
24. Еден-л'Аббе (62448)
25. Екіан-Плаж (62300)
26. Еннве (62429)
27. Ервеленган (62444)
28. Есдіньєль-ле-Булонь (62446)
29. Ешенган (62281)
30. Іск (62474)
31. Карлі (62214)
32. Кеск (62678)
33. Кестрек (62679)
34. Коламбер (62230)
35. Кондетт (62235)
36. Контвіль-ле-Булонь (62237)
37. Кремарест (62255)
38. Курсе (62251)
39. Ла-Капель-ле-Булонь (62908)
40. Лакр (62483)
41. Ландретен-ле-Нор (62487)
42. Ле-Васт (62880)
43. Ле-Портель (62667)
44. Лебренган (62503)
45. Леленген-Берн (62505)
46. Лонгвіль (62526)
47. Лонфоссе (62524)
48. Лоттенган (62530)
49. Маненган-Енн (62546)
50. Маркіз (62560)
51. Меннвіль (62566)
52. Набренган (62599)
53. Нель (62603)
54. Нефшатель-Ардело (62604)
55. Одамбер (62052)
56. Оденган (62054)
57. Одрессель (62056)
58. Оффретен (62636)
59. Перн-ле-Булонь (62653)
60. Піттфо (62658)
61. Ренксан (62711)
62. Реті (62705)
63. Саме (62773)
64. Санлек (62789)
65. Сель (62786)
66. Сен-Леонар (62755)
67. Сен-Мартен-Булонь (62758)
68. Сен-Мартен-Шокель (62759)
69. Сент-Енглевер (62751)
70. Сент-Етьєнн-о-Мон (62746)
71. Тарденген (62806)
72. Тенгрі (62821)
73. Утро (62643)
74. Ферк (62329)